# Marsum (Groningen)
Marsum is een wierdedorp in de gemeente Eemsdelta in de Nederlandse provincie Groningen. Marsum is een beschermd dorpsgezicht.

## Geschiedenis
Het dorp ontstond in de vroege middeleeuwen door het aaneengroeien van een aantal huiswierden. Op een wierde centraal in het dorp werd in de twaalfde eeuw (mogelijk iets later) de Mauritiuskerk gebouwd.

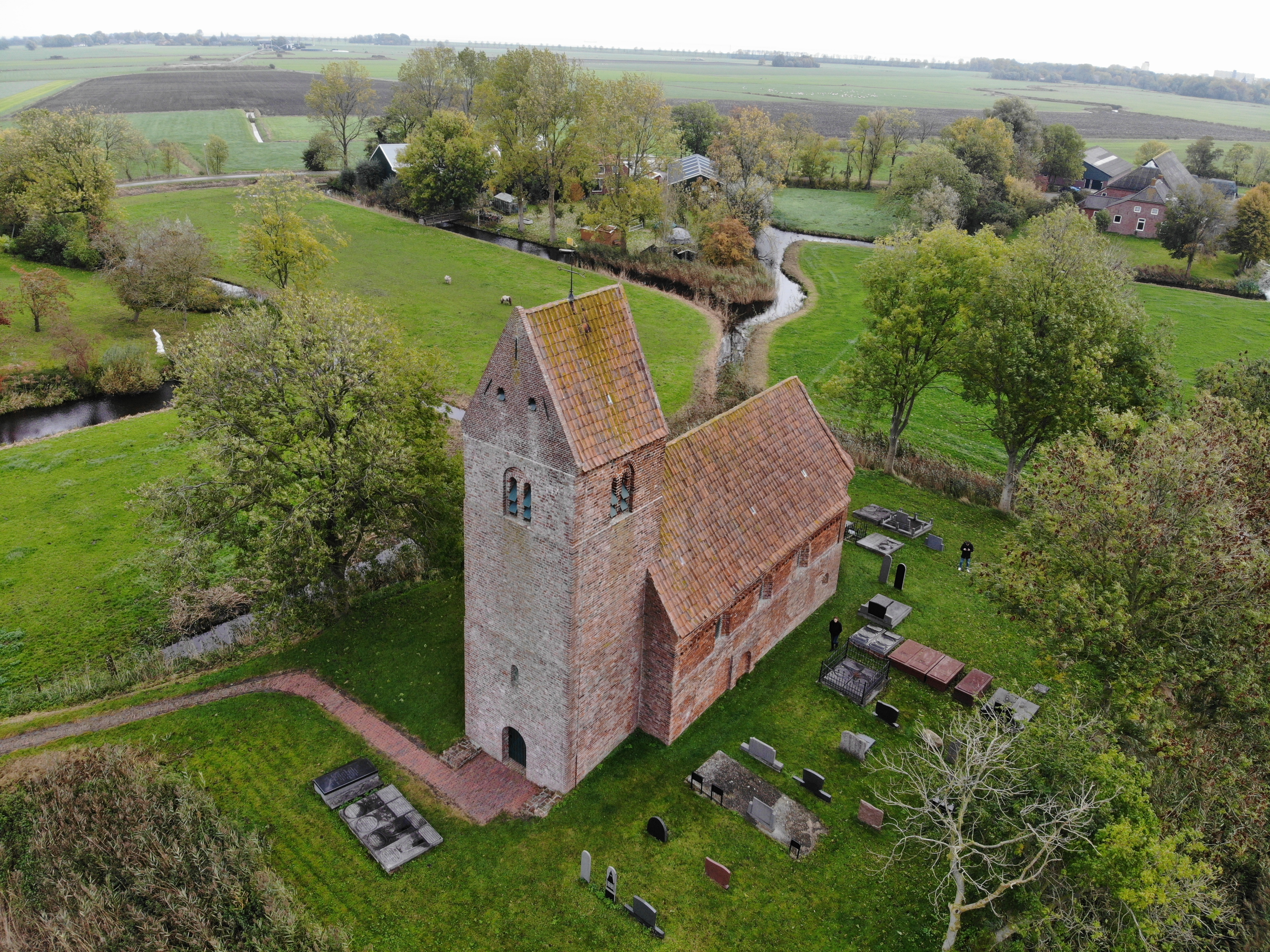
De kerk van Marsum gezien vanuit het zuidwesten

Volgens een document uit 1344 bestond het dorp uit twee helften of kluften, namelijk de Mentedakluft (Mentetaclowe) en de kluft rond het kerkhof (Hofsetenaclowe). Samen met boerderijen aan de overzijde van de Heekt bij Katmis (Heksetaclowa) vormden ze de helft van de rechtstoel van Holwierde en Marsum. De naam Menteda verwijst ook naar een kluft in het veenontginningsdorp Siddeburen, waarvan de eerste bewoners misschien uit Marsum kwamen. De wierde van Marsum vormt het uitgangspunt voor een kilometerlange ontginningslijn die langs Siddeburen doorliep tot aan de voormalige Siepsloot bij Noordbroek. Een dochternederzetting van Marsum is Solwerd aan het Damsterdiep, dat vermoedelijk in de dertiende eeuw een eigen kerk kreeg.
Marsum ontwikkelde zich tot een volwaardig dorp, dat echter in de Franse tijd bijna compleet werd verwoest bij het Beleg van Delfzijl (1813-1814). De wierde van Marsum werd in het begin van de twintigste eeuw grotendeels afgegraven. De radiale structuur is echter intact gebleven. Naast de kerk resteren nog het kerkhof en een aantal boerderijen. Er is maar één weg (de Marsumerweg) en in de kerkdorpen Jukwerd en Marsum tezamen woonden 146 mensen op 1 januari 2006.
Ten noorden van Marsum werd aan de Marsumerweg onder Holwierde in de jaren 1950 door de Koninklijke Luchtmacht het Navigatiestation Groningen gebouwd in verschillende bunkers, die tot 1964 in gebruik waren.
Ten oosten van Marsum ligt de Uitwierdermaar, met aangrenzend het Biessumerbos, nabij het wierdedorp Biessum en de wijk Delfzijl-Noord van de stad Delfzijl. 